# Anolis rubribarbaris
Anolis rubribarbaris là một loài thằn lằn trong họ Polychrotidae. Loài này được Köhler, Mccranie & Wilson miêu tả khoa học đầu tiên năm 1999.